# Přerozdělování

Mapa států podle míry nerovnoměrného rozdělení příjmů, měřené Giniho koeficientem. Čím menší hodnota, tím rovnoměrnější je rozdělení příjmů: 0 by znamenala dokonale rovnoměrné rozdělení. Koeficient nebere ohled na absolutní hodnoty příjmů a nevyjadřuje tedy bohatství či chudobu, nýbrž pouze rovnoměrnost rozdělení. Mapa znázorňuje, že nejvíce rovnoměrně rozdělené příjmy ze všech států jsou v Česku a Švédsku.

Přerozdělování příjmu a bohatství či redistribuce je přesun příjmu nebo bohatství od jednoho člověka ke druhému. V makroekonomii se bavíme o souhrnu státních opatření a mechanismů, které ovlivňují rozdělení příjmů a majetku (ekonomickou nerovnost), případně jejich disponibilitu (dostupnost) u různých skupin obyvatelstva. Zákonodárství současných států užívá různé formy přerozdělování, a to obvykle tak zvané progresivní přerozdělování (od bohatých k chudým), které rozdíly vyrovnává, i když jsou i případy opačného, degresivního přerozdělování. Na druhé straně se o jeho prospěšnosti a míře stále diskutuje, jak z ekonomického, tak z morálního hlediska. Rozdílné názory na podobu a míru přerozdělování jsou také jedním z hlavních momentů, které dělí politickou levici a pravici.

## Historie
Ve starověku přerozdělování fungovalo jako tzv. Palácové hospodářství. Tento systém byl centrálně založený na správě, takže diktátor nebo faraon měl jak schopnost, tak právo říci, kdo je zdaněn a komu se dostává zvláštního zacházení. Další časná forma přerozdělování bohatství nastala v Plymouthské kolonii pod vedením Williama Bradforda. Bradford si do deníku zaznamenává, že tento „společný zájem“ způsobil zmatek, nespokojenost, nedůvěru a kolonisté na něj pohlíželi jako na formu otroctví. Úzce příbuzný termín, distributismus (také známý jako distribucionalismus nebo distributivismus), je ekonomická ideologie, která se v Evropě vyvinula na konci 19. a na počátku 20. století na základě principů katolického sociálního učení, zejména učení papeže Lva XIII. v jeho encyklice Rerum novarum a papeže Pia XI. v encyclice Quadragesimo anno. Nověji papež František ve svém Evangelii Gaudium zopakoval dřívější papežská prohlášení.

## Úkoly redistribuce
Přerozdělování bohatství má samo o sobě dva úkoly: prvním je ekonomická stabilita. Druhým je vytvoření lepších příležitostí na lepší život pro skupiny s menším příjmem. V České republice můžeme tyto příložitosti vidět například jako bezplatné vysokoškolské vzdělání nebo koncept sociální dávek pro nezaměstnané, nezměstanní mají díky nim nárok na 0,58 násobek průměrné mzdy za první tři čtvrtletí předchozího roku (24 608 Kč měsíčně pro rok 2024).
Za další cíle přerozdělování lze považovat:
- Koncept distributivní spravedlnosti: jehož předpokladem je, že peníze a zdroje by měly být rozdělovány tak, aby vedly k sociálně spravedlivé a i finančně rovnostářské společnosti.

- Ekonomická efektivita: Progresivní zdanění může ovlivnit ekonomickou efektivitu tím, že omezí nerovnováhu v příjmech a umožní lepší alokaci zdrojů.
- Omezení koncentrace bohatství: Zdanění vyšších příjmů může pomoci omezit koncentraci bohatství u nejbohatších jednotlivců.

## Pravice a levice v otázce přerozdělování
Pojmy pravice a levice jsou známy již od Francouzské revoluce. Rozdíl mezi těmito dvěma skupinami je patrný i co se týče názoru na přerozdělování. Zatímco levice již tradičně podporuje co největší rovnost ve společnosti, s čímž je spojena i vysoká míra přerozdělování, pravice zastává spíše rozdílnost ve společnosti, a sice i menší zásahy do ekonomiky, potažmo přerozdělování.Jelikož jedním ze základních rysů pravice je, že odmítá státní zásahy do hospodářství, místo toho uznává neviditelnou ruku trhu a naopak levice větší míru státních zásahů do ekonomiky, je míra přerozdělování přímo úměrná nastavení celé společnosti. Zajímavým trendem posledních let je výskyt tzv. středových stran, které se vymyká dělení na levici a pravici a tedy i otázka přerozdělování, není za jejich případné vlády dána.

## Sociální nerovnost
Nerovnost v majetku nebo v příjmu existuje v každé lidské společnosti a je do jisté míry nezbytná. Podle amerického ekonoma A. Okuna však vzniká „konflikt mezi rovností a efektivností“: moderní demokratické státy se zakládají na rovnoprávnosti všech občanů, volná ekonomická soutěž však vytváří rozdíly, které mohou některým ve využití těchto práv bránit. Přitom se ukazuje, že chudoba není rozložena náhodně, ale četnost chudoby je u jistých skupin obyvatel daleko vyšší než u jiných. Tak v roce 1986 spadalo v USA do kategorie chudých 5 % vysokoškoláků, 11 % bělochů, ale 31 % černochů a 44 % černošských dětí. Medián důchodů bělošské rodiny byl téměř 31 tisíc USD, černošské 17,6 tisíc. Ekonomická nerovnost se tak stává také politickým problémem.
Příjmová nerovnost se nejčastěji měří buď jako poměr mezi průměrným příjmem pětiny nejbohatších k průměrnému příjmu nejchudší pětiny obyvatel, anebo Giniho koeficientem, což je bezrozměrné číslo mezi 0 a 1. Někdy se místo pětin (kvintilů) užívají pro měření desetiny (decily). Tabulka států podle rovnoměrnosti rozdělení příjmů je na en:List of countries by income equality.

## Hlavní metody přerozdělování

### Daňová politika
- Zdanění příjmu, nemovitostí a z dědictví.
- Daňové sazby, závislé na příjmu - například progresivní daň z příjmu nebo nezdanitelná část příjmu. Kde progresivní daní myslíme tzv. Solidární daň (někdy také milionářská daň), která vznikla v roce 2013 jako reakce na hospodářskou krizi. Platí ji pouze lidé s mimořádně vysokými příjmy. Výše daně je 7 % a není odváděna z celého příjmu, ale jenom z částky nad limitem pro solidární daň, kde limitem je 48násobek průměrné roční mzdy. Do solidární daně spadá pouze aktivní příjem, tedy příjem z podnikání nebo ze zaměstnání. Tedy případné přivydělání pronájmem, prodáním nemovitost nebo máte kapitálový majetek, solidární daň se na takto nabyté peníze nevztahuje.[4]
- Různé sazby daně z přidané hodnoty, například pro základní, běžné a luxusní zboží

### Transfery a subvence
Také transfery - jakožto platby nebo výkony, ze něž se nevyžaduje přímá protislužba - a státní subvence představují přerozdělování prostředků státu, ať se dějí jako přímé platby, daňová zvýhodnění nebo výhodná nabídka veřejných služeb. Dobrým příkladem je např.: Dotace na zateplení, jejímž účelem je poskytnout dotace na zateplení a alternativní zdroje energie běžným občanům a zajistit realizaci opatření vedoucích k úsporám energie. 

### Zákonná pojištění
Odvody penzijního, zdravotního a nemocenského pojištění sice s příjmem rostou, nejedná se však vždy o čisté přerozdělování, protože i případná plnění mohou být částečně úměrná příjmu, například u penzí nebo dávek v nezaměstnanosti. Naproti tomu u zdravotního a nemocenského pojištění jde obvykle o výraznější přerozdělování od vyšších k nižším příjmovým skupinám, případně od mladších ke starším, u nichž bývají zdravotnické náklady vyšší, a léčení není s příjmy resp. pojistným významně spojeno.

### Omezení vlastnického práva
Také zákonná a soudní omezení vlastnických práv - například ochrana nájemníků, regulace nájemného, ochrana zaměstnanců, spotřebitelů, přírody nebo památek - představují jisté přerozdělení, i když se dá většinou jen obtížně vyjádřit v penězích.

## Argumentace ve prospěch přerozdělování
Uvádějí argumenty jak ekonomické, tak etické a politické.
Ekonomické argumenty
- Mezní užitek chudých nebo jinak znevýhodněných příjemců je větší než mezní náklad bohatších plátců. Pro zámožného člověka znamená tisíc korun mnohem méně, jelikože je to pouze malý zlomek jeho příjmu, než pro chudého člověka, pro kterého to může drasticky ovlivnit jeho životní šance. Přerozdělení znamená v tomto případě krok k Paretovu optimu.
- Posílení střední třídy: posílení střední třídy má spoustu benefitů pro společnost jako takovou. S větším příjmem příjmem vzroste poptávka po službách všeho druhu, toto je klíčem k fungování mnoha firem. Bez poptávky nižších vrstev by některé společnosti nemohli existovat, toto je motivuje k vylepšení služeb kromě alturistických činů jako je tvorba nadací.[6] Dále dojde k větší vzdělanosti společnosti a to povede k více porduktivním pracovníků, což má za následek ekonomický růst celé země.[7]
- Ekonomický růst: v USA by zvýšení daňových příjmů nejbohatších domácností o 1 procento HDP by vedlo k nárůstu HDP o 1,7 procenta, zatímco zvýšení těchto příjmů o 1,3 procenta by mělo za následek zvýšení HDP o 2,2 procenta. [8]

Etické argumenty
- vycházejí z toho, že příjmové rozdíly jsou v moderních společnostech podle některých příliš veliké a nezdůvodnitelné, například mezi zaměstnanci bank a nemocnic.
- Za další etický argument se dá považovat pouhá lidská solidarita a touha pomoci chudým.

Argument politický:
- svobodná společnost je možná jen tam, kde žádná významnější skupina nežije v hladu a bídě. Tuto skutečnost si evropské vlády uvědomily na základě analýzy příčin, které pomohly jak Hitlerovi a nacismu, tak Leninovi a komunismu k moci: jednou z nich byly sociální dopady hospodářských krizí a z nich vyplývající zbídačení chudiny. Pro příklady vzpoury nespokojené chudiny nemusíme ani chodit tak daleko do historie. Od roku 2004 začali v JIhoafrické republice nepokoje, vzniklé v důsledku rostoucí nerovnosti ve společnosti, které bývají označovány za vzpouru chudých (Rebellion of the poor)[9].

## Kritika přerozdělování
Ekonomické argumenty
- Argumenty, kterými argumentují liberální ekonomové, tvrdí, že přerozdělování zbytečně odčerpává prostředky, které by majitelé jinak investovali. Tím dochází k deformaci tržního prostředí a brzdění hospodářského růstu. Pokud se k tomu připočtou transakční náklady, které jistou část přerozdělovaných prostředků pohltí, jde podle odpůrců o opatření nežádoucí a škodlivé.
- Státní sociální péče zároveň omezuje prostor pro individuální dobročinnost a její nárokovost může přivést příjemce do jisté závislosti, protože se odnaučí pracovat. Důležitým ekonomickým argumentem proti přerozdělování je fakt, že vysoce příjmový lidé jsou tímto méně motivování vydělávat více peněz, jelikož jsou o toto navíc vydělané bohatství neúměrně připravování. Což vede k menšímu generování hodnoty celou společností, čímž trpí celá společnost včetně těch nejchudších.

- Dalším ekonomickým argumentem je teorie veřejné volby, která tvrdí, že přerozdělování má tendenci více prospívat těm, kteří mají politický vliv na stanovení priorit výdajů, než těm, kteří jsou v nouzi a nemají skutečný vliv na vládu.
- Socialističtí ekonomové John Roemer a Pranab Bardhan kritizují přerozdělování prostřednictvím zdanění. Zdůrazňují jeho omezený úspěch při podpoře rovnosti a jeho nedostatečnou udržitelnost. Přicházejí s myšlenkou "kompetitivního socialismu", která podle nich může být realizovatelná. Navrhují způsob řešení problém manažerských incetiv s tím, že zároveň zůstane zachována přibližná rovnost v platové distribuci.[10]

Etické argumenty
- Argumenty využívané zejména libertariány, jsou založené na tom, že k přerozdělování je zapotřebí daní, které jsou nedobrovolnou platbou, tedy krádeží, což je dle nich neetické. Také tvrdí, že peníze jsou odebírány lidem, kteří si je zasloužili a dávány těm, kteří na nich nemají žádnou zásluhu.

- Úspěšní lidé by tedy měli mít právo na to si nechat stejnou část svého bohatství jako ti, kteří nejsou tak úspěšní a tedy nemají takový majetek a příjmy.

Politické argumenty
- v tomto případě vychází zejména z předchozích dvou: přerozdělování vede k nepřátelství mezi nedobrovolnými plátci a těmi, kteří na přerozdělování vydělávají. Různé skupiny společnosti, např. etnické menšiny, mohou být označovány za parazity a ve společnosti tak roste napětí.
- Přerozdělování může být dost často zneužito, například v Turecku kde byly zkonfiskovány majetky Erdoğanovým režimem, to vše pod záštitou redistribuce.

## Základní nepodmíněný příjem
Do jisté míry extrémním příkladem přerozdělování je základní nepodmíněný příjem. Jedná se o pravidelné peněžní dávky vyplácené státem nebo jinou veřejnou institucí ve stejné výši všem lidem a bez jakýchkoliv podmínek. Hlavním problémem tohoto konceptu je, že buď tento příjem nebude schopen pokrýt náklady na živobytí, čehož příkladem je situace na Aljašce, kde obyvatele získávají 1884 USD na rok 2014. Nebo je tento příjem dostatečný, což má za důsledek malou poptávku po špatně placených pozicích, které je už teď mnohdy těžké obsadit.

## Citáty
Chudí tohoto světa se nemohou stát bohatými přerozdělováním bohatství. Chudoba nemůže být odstraněna trestáním lidí co chudobě unikli, braním jejích peněz a dáváním je jako odměny lidem, kteří uniknout chudobě nezvládli. P. J. O'Rourke.
Pokud se náhodou stane, proti všem předpokladům, že ne kapitalismus, ale komunismus se zhroutí, rozpusťte potom Sovětský svaz a zajistěte vstup Moskvy do NATO. To bude rána, ze které se Západ nikdy nevzpamatuje. J. V. Stalin, dopis soudruhům na rozloučenou. 